# 장엄 구마 예식
장엄 구마 예식은 구마예식 중 교회법 제1172조에 따라 이를 위해 특별히 교육받아 선별된 성직자 또는 고위 성직자에 의해서만 집전될 수 있으며, 주교의 서면 허가와 정신장애를 배제하기 위한 세밀한 의학적 검사가 선행되어야만 집전될 수 있는 퇴마 의식